# Volgodonsk
Volgodonsk of Wolgodonsk (Russisch: Волгодонск) is een stad in de Russische oblast Rostov en ligt aan westkust van het Stuwmeer van Tsimljansk. Volgens de Russische volkstelling van 2002 woonden er toen 172.401 mensen in de stad. De stad groeide vanwege de bouw van het Wolga-Donkanaal en de Tsimljansk-dam. Volgodonsk kreeg de status van stad in 1956. Het was in 1999 een van de steden die getroffen werd door de bomaanslagen op Russische appartementencomplexen, die mede leidden tot de Tweede Tsjetsjeense Oorlog.

## Bezienswaardigheden
- Christus Geboortekathedraal

Bestuurlijk centrum: Rostov aan de Don

Aksai · Azov · Batajsk · Belaja Kalitva · Donetsk · Goekovo · Kamensk-Sjachtinski · Novotsjerkassk · Novosjachtinsk · Konstantinovsk · Krasni Soelin · Millerovo · Morozovsk · Proletarsk · Salsk · Semikarakorsk · Sjachty · Taganrog · Tsimljansk · Volgodonsk · Zernograd · Zverevo